# Хелмжа
Хелмжа (пол. Chełmża, нем. Culmsee) — город в Польше, входит в Куявско-Поморское воеводство, Торуньский повят. Имеет статус городской гмины. Занимает площадь 7,84 км². Население — 15 138 человек (на 2010 год).